# کولبه
کولبه (به آلمانی: Cölbe) یک شهر در آلمان است که در ماربورگ-بیدنکپف واقع شده‌است. کولبه ۷٬۰۳۷ نفر جمعیت دارد.